# Пожежа у торговельному центрі «Зимова вишня»
Пожежа у торговельному центрі «Зимняя вишня» у Кемерові — пожежа, що сталася 25 березня 2018 року у торговельному центрі «Зимняя вишня» в Кемерові, Росія, і стала, за попередніми офіційними даними, причиною смертей для 64 людей. За п'ятибальною шкалою має третій рівень складності. Площа пожежі — 1,5 тис. м2. За попередніми офіційними даними на ранок 26 березня 69 зникло безвісти.
За даними Міжнародної асоціації пожежних і рятувальних служб Росія має одні з найвищих в світі показників смертей, що відбуваються через пожежі — за період з 2001 по 2015 роки цей показник склав 7,5 смертей на 100 000 жителів у порівнянні з 1 в США, 2,7 в Казахстані і 0,5 у Франції і Німеччині. За даними ВООЗ у 2014 році Росія з показником в 7 смертей від пожеж на 100 000 жителів займала 45 місце між Алжиром і Зімбабве, поступаючись за цим показником 127 країнам.

## Передумови та перебіг подій

### Будівля
Власник всього торгового центру — ВАТ «Кемеровський кондитерський комбинат» (ККК, структура ТОВ «КДВ»). Орендарем третього і четвертого поверхів є ТОВ «Зимняя вишня Кемерово». У переліку об'єктів захисту, яким присвоєні категорії ризиків ГУ МНС по Кемеровській області, фігурують ТОВ «Зимняя вишня Кемерово» і ВАТ «Кемеровський кондитерський комбинат» (розташовані за однією адресою), що мають категорію «значний ризик» через перебування понад 200 осіб в торговому будинку.
На 4-му поверсі центру розташовувались три театральні зали, які загалом налічували 542 місця.

### Передумови
Квитки та купони на знижку до кінотеатру та зоопарку з датою 25.03.2018 у ТРЦ «Зимняя вишня» безоплатно видавалися 18 березня учасникам Виборів президента Росії 2018, які прийшли на виборчі дільниці.

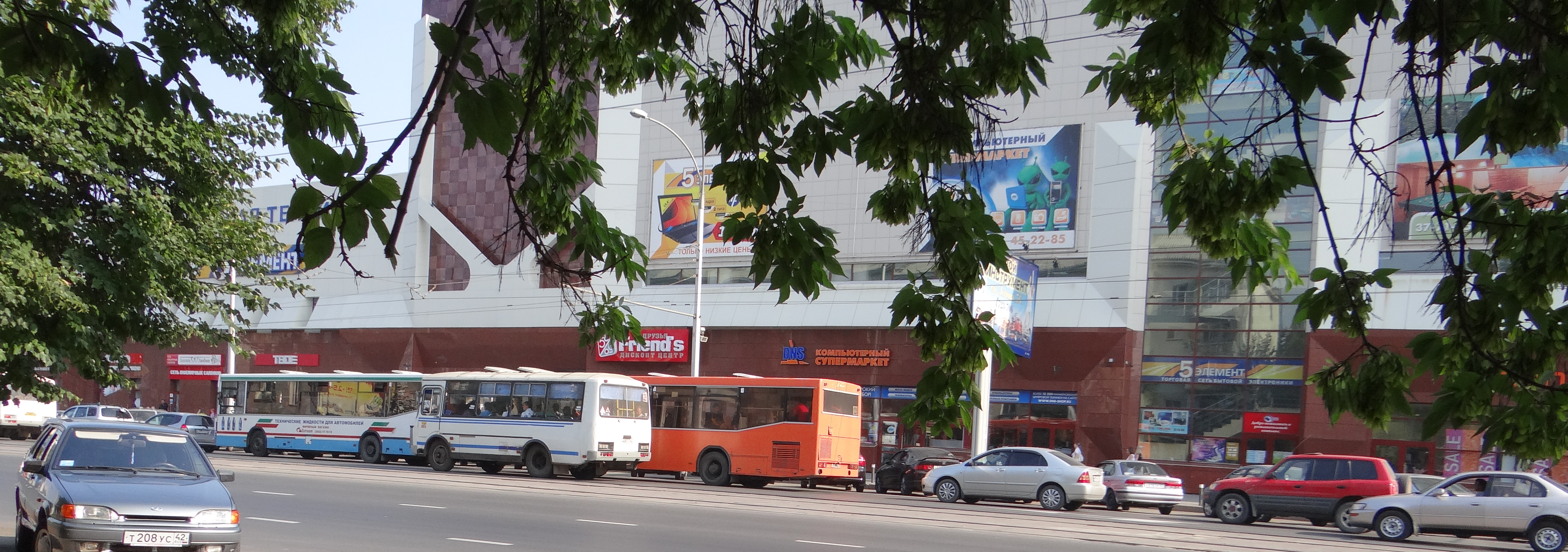
Фасад ТРЦ до пожежі (2012)

Відповідальний за систему пожежної безпеки в ТРЦ «Зимняя вишня» не мав спеціальної освіти та ніколи до цього не працював зі складною технікою, мав спеціальність кухара. Стіни в ТРЦ були оздоблені горючим пластиком, який при нагріванні виділяє їдкий, отруйний дим. Також в ТРЦ не було пожежної сигналізації — лише її муляж.
28 березня 2018 року було повідомлено про версію підпалу ТРЦ «Зимняя вишня» «асоціальними» підлітками.

### Перебіг подій
Пожежа розпочалась 25 березня о 15:57 за місцевим часом (UTC+7), загоряння сталося на останньому поверсі ТРЦ. До ранку 26 березня покрівля впала майже по всій площі пожежі в будівлі. На відео з камер спостереження зафіксовано швидке поширення вогню і дим, що повністю заповнив приміщення. Це сталося приблизно за 3 хвилини.
За теорією МНС Росії загоряння відбулося внаслідок вибуху апарату, що виготовляв цукрову вату або попкорн. Також розглядається версія, що спровокувати пожежу могла несправна електропроводка. Версія навмисного підпалу теж буде розглядатися, але вона не є пріоритетною.
За даними російських ЗМІ, під час пожежі деякі відвідувачі вирішили скористатись ситуацією і винести награбований товар, що залишився без нагляду. Як стверджували очевидці, обгорілі люди били вітрини та набирали до сумок товари. Відвідувачі падали, обгоряли, але намагалися винести награбоване, багато з них залишились помирати з краденим товаром у руках, не бажаючи його відпускати.
Також багато мешканців прийшло зняти відео палаючого ТРЦ і людей, які стрибали з вікон. Були випадки, коли оператори-аматори підбурювали заблокованих в будівлі людей стрибати.
Коли жителі Кемерово дізналися, що в пожежі загинуло багато дітей, вони почали приносити до ТРЦ квіти та м'які іграшки на знак пам'яті про загиблих. Інші жителі вирішили скористатися з ситуації, вони збирали принесені людьми іграшки і намагались продавати їх з іншого боку ТРЦ, що згорів. Все це відбувалось під наглядом поліцейських.
За свідченнями очевидців, після пожежі батьків загиблих дітей не допускали для опізнання тіл без згоди про підписку щодо нерозголошення, також поліція вилучала камери й мобільні телефони у жителів прилеглих до торгового центру будинків.

### Загиблі

Вогнище пожежі на схемі 4-го поверху будівлі

За даними МНС Росії, в результаті пожежі загинуло 64 людини, 38, згідно з даними мерії Кемерово на 27 березня, числяться зниклими безвісти. Станом на ранок вівторка, 27 березня, були упізнані 23 людини, з яких 12 дітей. Слідчий комітет РФ виступив із спростуванням інформації з соцмереж про те, що при пожежі в кемеровському торговому центрі «Зимняя вишня» загинули сотні людей.
У штабі, який був створений родичами жертв, повідомили, що до них надійшла інформація про 85 осіб, які ймовірно пропали безвісти.
Російський журналіст Тетяна Сімакова зазначила, що перевірка фактів показала, що «офіційні дані близькі до правди».
Також є інформація, що, окрім людей, загинуло біля 200 тварин у розташованному у ТРЦ контактному зоопарку
На ранок 28 березня за офіційним повідомленням заступника голови Міністерства РФ у справах цивільної оборони, надзвичайних ситуацій і ліквідації наслідків стихійних лих Владлена Аксьонова в результаті пожежі в Кемерові загинули 64 людини, зниклих безвісти немає.
Кемеровський активіст Расим Яролім повідомив, що члени ініціативної групи, що займаються пошуком безвісти зниклих в пожежі в ТРЦ «Зимняя вишня», скоригували свій список загиблих і зниклих безвісти після перевірки даних. «Після перевірки інформації список скоротився з 86 до 77 осіб: 25 упізнаних загиблих, 39 зниклих безвісти і 13 осіб, інформацію про зникнення яких нам дало населення»
За повідомленням офіційного представнику Департаменту консульської служби Міністерства закордонних справ України Василя Кирилича, консульська служба Міністерства закордонних справ України здійснила всі необхідні перевірки та громадян України не виявлено серед загиблих або постраждалих в пожежі.

### Госпіталізовані
Кількість потерпілих під час пожежі у торговельному центрі «Зимняя вишня» в Кемерові склала 79 осіб. 12 осіб госпіталізовано. 67 потерпілим призначено амбулаторне лікування, серед них 25 дітей.

## Реакція

### Офіційна реакція
Губернатор Кемеровської області Аман Тулєєв, коментуючи трагедію, подякував російському президенту Володимиру Путіну за його дзвінок про пожежу, назвавши це «великою роллю» в цій ситуації. В чому саме роль цього дзвінка, не повідомлялось. Сам Тулєєв особисто не приїхав на місце трагедії, офіційне пояснення — щоб кортеж не заважав проїзду спецтехніки.
Увечері 26 березня на місце пожежі все ж прибув Володимир Путін, щоб показати російському населенню «врятованих ним з пожежі дітей», для цього з одного дитячого будинку в Кемерові були мобілізовані сторонні діти. Також він показово відвідав постраждалих у лікарні. Ці люди виявились підставними особами з Росгвардії. Також Володимир Путін провів нараду з місцевою владою і слідчими органами, де назвав причиною пожежі злочинну недбалість та постраждалих людей розглянув у контексті «демографії»: «Ми говоримо про демографії та втрачаємо стільки людей через що? Через злочинну недбалість, через нехлюйство»
Віце-губернатор Кемеровської області Сергій Цивільов на мітингу звинуватив Ігоря Вострикова, батька, який втратив трьох дітей, дружину та сестру під час пожежі в ТРЦ «Зимняя вишня», в бажанні «попіаритися на трагедії».
У відповідь Востриков попросив пробачення у Путіна та Тулєєва за мітинги, назвав Путіна царем Росії і заявив, що російська влада ні в чому невинна, а всі хто вийшли з ним на мітинг під адміністрацію — «майданщики».
Депутат Держдуми від політичної партії «Единая Россия» Олександр Фокін заявив, що діти, які загинули під час пожежі у ТРЦ «Зимняя вишня», пожертвували своїм життям щоб росіяни припинили виходити на протестні акції та ще більше підтримували президента Володимира Путіна.
Загалом, Путін з постраждалими не зустрічався — покладання квітів Володимиром Путіним відбулось на самоті, а Тулєєв під час стихійного велелюдного мітингу до людей не вийшов.

### Кримінальні справи
За попередніми даними загорання сталося на останньому поверсі.
Заступник губернатора Кемеровської області Володимир Чернов зазначив, що в центрі були порушення пожежної безпеки Також не спрацювала пожежна сигналізація, яку вимкнув охоронець за невідомим мотивом, та слідством виявлено, що пожежні виходи були заблоковані.
Слідчий комітет РФ порушив кримінальну справу за трьома статтями КК РФ 109, 219 і 238:
- «Заподіяння смерті з необережності»,
- «Порушення вимог пожежної безпеки»,
- «Надання послуг, що не відповідають вимогам безпеки».

Розслідування передано старшому слідчому з особливо важливих справ при Голові Слідчого комітету. Створена слідча група з понад ста слідчих і криміналістів СК Росії.

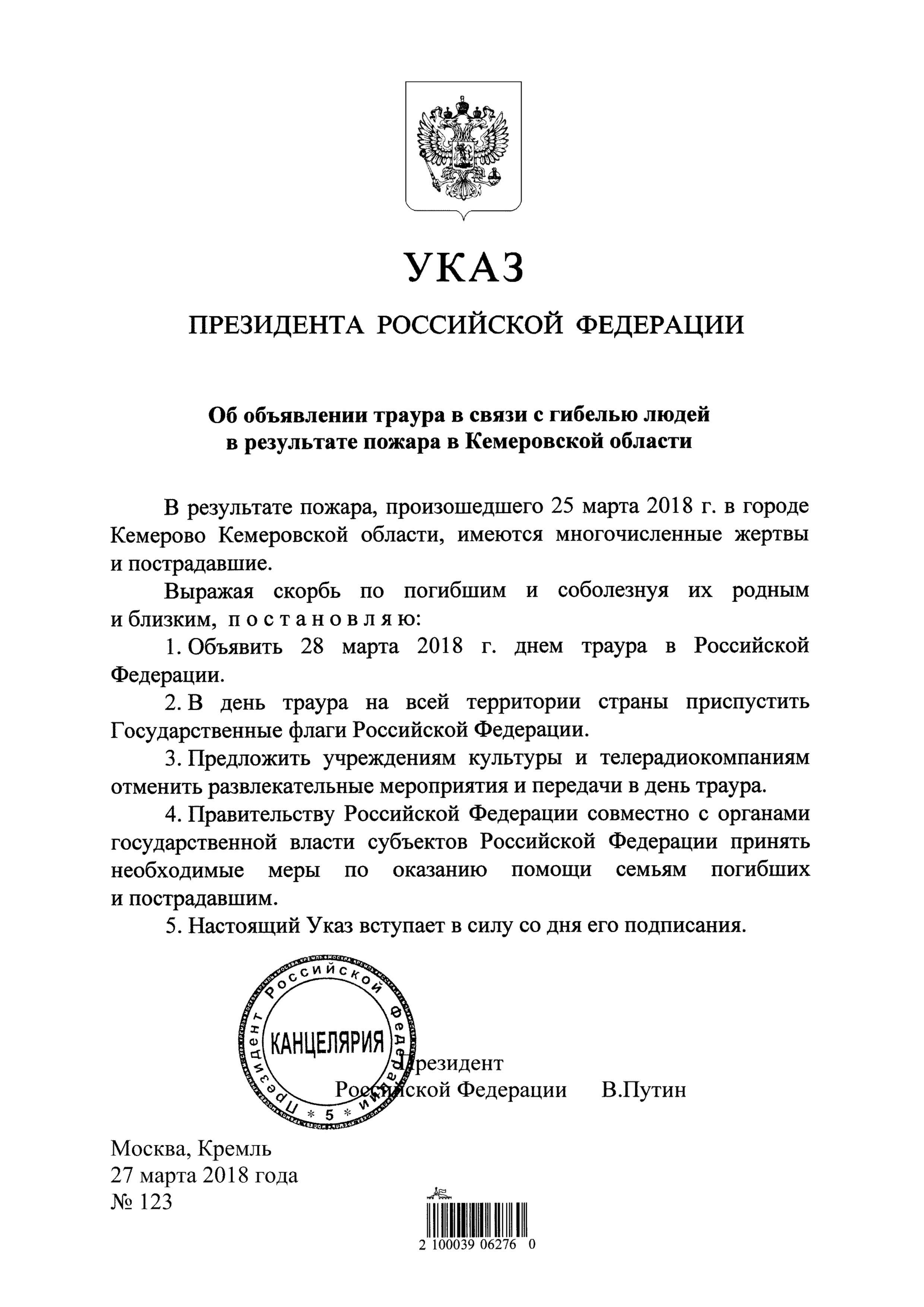
Указ президента РФ «Про оголошення трауру у зв'язку із загибеллю людей в результаті пожежі в Кемеровській області»

В 19:05 слідчі затримали і допитали генерального директора ТОВ «Зимова вишня Кемерово» (дочірньої компанії КДВ груп, безпосередньо керувала торговим центром) Надію Судденок, екс-депутата Топкинського району Кемеровській області від партії Єдина Росія.
26 березня затриманий Ігор Полозиненко, керівник компанії «Системный интегратор», що займалася розробкою протипожежних систем.
Затриманий співробітник ЧОПа, який за попередніми даними слідства, після отримання сигналу про пожежу відключив систему оповіщення.
За повідомленням офіційного представника Слідчого комітету Росії Світлани Петренко, 4 людини затримані і допитані у кримінальній справі про пожежу в Кемерові, в тому числі орендар приміщення, в якому, імовірно, перебував епіцентр загоряння.
Росгвардия почала перевірку діяльності приватного охоронного підприємства «Центр защиты», який здійснював охорону торгового центру.

### Траур в Росії
26 березня 2018 року губернатор Рязанської області оголосив 27 число днем жалоби, однак пізніше оголошення було змінено на рекомендації скасувати розважальні заходи.
У Кемеровській області з 27 березня оголошено триденний траур за загиблими.
28 березня у зв'язку з трагедією Путін оголосив Днем жалоби на всій території Росії. Медіахолдинги ВГТРК, «СТС Медиа», «Газпром-медиа» та «Национальная Медиа Группа» заявили про скасування розважального контенту і реклами у цей день..

### Реакція російських ЗМІ
Федеральні канали Росії майже весь день 25 березня замовчували пожежу, лише 26 березня повідомили про катастрофу. Незважаючи на масштаб трагедії, федеральні канали не стали міняти сітку мовлення 25 березня: новинний канал «Россия 24» показав фільм про Володимира Путіна, о 22:00 на телеканалі «Россия 1» вийшов фільм «Миропорядок 2». На телеканалі «Первый канал» в ефір вийшла програма «Что? Где? Когда?». 
Прессекретар президента РФ Пєсков відповів, що замовчування пожежі у Кемерові не є державною забороною на «погані новини» до Чемпіонату світу з футболу 2018, щоб не відлякувати відвідувачів, які приїдуть до Росії.

### Реакція російського суспільства
Вранці 27 березня до будівлі адміністрації Кемеровської області прийшло понад 300 осіб, вимагаючи відставки місцевої влади і приходу Путіна.
Житель Кемерова Ігор Востриков, який втратив сестру, дружину та трьох дітей, подякував заступнику округу Сергієві Цивільову за «підтримку сім'ям загиблих та потерпілих». Через декілька днів після пожежі він заявив, що двері в кінозал зачинили самі глядачі, і засудив спробу громадського протесту в Кемерові.

### Міжнародна реакція
- Міністр МЗС України Павло Клімкін висловив співчуття у зв'язку з трагедією в Кемерові. Пересічні українці принесли як символ жалоби квіти та дитячі іграшки до російського посольства в Києві. [70]

- 26 Березня 2018 року генеральний секретар Ради Європи Турбйорн Ягланд надіслав президенту Росії листа із співчуттями[71][72]. З лідерів європейських країн співчуття також висловили канцлер Німеччини Ангела Меркель, президент Білорусі Лукашенко, президент Греції Прокопіс Павлопулос[73], президент Естонії Керсті Кальюлайд[73], з відповідною заявою виступило посольство Франції в Москві[74][75]. Висловила свої співчуття родичам прем'єр-міністр Великої Британії Тереза Мей[73].

- Представник США поза регламенту висловив співчуття у зв'язку з трагедією в ході телефонної розмови з приводу висилки 60 російських дипломатів[76] Також співчуття висловив посол США в Росії Джон Хантсман[74].

- МЗС Єгипту: «Висловлюємо глибоке співчуття дружньому народові й уряду Росії у зв'язку з жертвами в результаті пожежі в торговому центрі міста Кемерово. Заявляємо про те, що ми разом з Росією у цій трагедії»[73]

- Співчуття президентові Росії висловив президент Туреччини Реджеп Тайіп Ердоган[73].

- Співчуття рідним і близьким жертв трагедії висловив Папа Франциск[73].